# Хогнесс, Торфин
Торфин Растен Хогнесс (англ. Thorfin Rusten Hogness, 9 декабря 1894, Миннеаполис — 14 февраля 1976, Сан-Хосе, Калифорния) был специалистом в области физической химии, директором исследований плутония в рамках Манхэттенского проекта. После Второй мировой войны был активистом международного контроля над ядерной энергетикой.

## Биография
Хогнесс окончил Университет Миннесоты со степенью бакалавра химии в 1918 году. В 1919 году получил квалификацию инженера химика. В 1921 году он стал доктором наук в области физической химии в Калифорнийском университете в Беркли. Тема его докторской диссертации — «Поверхностные натяжения и плотности жидкой ртути, кадмия, цинка, свинца, олова и висмута». С 1921 по 1930 год он преподавал в Калифорнийском университете за исключением отпуска с 1926 по 1927 год, когда он проходил научную стажировку в Геттингенском университете. В 1930 году он стал доцентом на химическом факультете Чикагского университета, а в 1938 году — профессором.
В Чикагском университете после Второй мировой войны он продолжил свою профессорскую деятельность, занимался оборонными исследованиями, включая разработку межконтинентальных баллистических ракет. Там же он занимал должность директора по прикладным наукам до 1962 года и вышел на пенсию в звании почетного профессора. С 1948 по 1951 год Хогнесс руководил Институтом радиобиологии и биофизики (Institute of Radiobiology and Biophysics) Чикагского университета, а в 1951 году основал Чикагские лаборатории Мидуэй (Chicago Midway Laboratories) при Чикагском университете. В этом проекте он продолжал работать до 1961 года.
В 1945 году он был одним из подписантов «доклада Франка» с предостережением правительству США против использования атомной бомбы против Японии. В 1946 году он стал одним из восьми членов попечительского совета Чрезвычайного комитета учёных-атомщиков под председательством Альберта Эйнштейна. В 1948 году Хогнесс был одним из восьми американских экспертов по атомной энергетике, которые публично протестовали против тактики Комиссии Палаты представителей по неамериканской деятельности. В 1949 году стало известно о первом испытании советской атомной бомбы. Хогнесс присоединился к Гарольду Юри и другим учёным с заявлением, что «ядерное разоружение — единственная возможность достигнуть международного согласия».
Хогнесс занимался исследованиями в областях «ионизации газов электронным ударом; фотохимии; химической кинетике; спектроскопии и физической химии применительно к биологическим системам и дыхательным ферментам».
В 1928 году он был избран членом Американского физического общества, а в 1941 году — членом Американской ассоциации содействия развитию науки.
Жена — Фиби Свенсон Хогнесс (1895—1972). Они поженились в 1920 году. У четы Хогнессов родилось двое сыновей: Джон Хогнесс (1922—2007), президент (1974—1979) Вашингтонского университета в Сиэтле, и Дэвид Хогнесс (1925—2019), профессор биохимии Стэнфордского университета.
Хогнесс умер 14 февраля 1976 года в возрасте 81 года в доме для престарелых в Сан Хосе.

## Избранные публикации

### Статьи
- Hogness, Thorfin R. (1921). The Surface Tensions and Densities of Liquid Mercury, Cadmium, Zinc, Lead, Tin and Bismuth. Journal of the American Chemical Society. 43 (7): 1621–1628. doi:10.1021/ja01440a026.
- Hogness, T. R. (1925). The Ionization of Hydrogen by Electron Impact as Interpreted by Positive Ray Analysis. Physical Review. 26 (1): 44–55. Bibcode:1925PhRv...26...44H. doi:10.1103/PhysRev.26.44.
- Hogness, T. R. (1924). The Ionization Potentials of Hydrogen as Interpreted by Positive Ray Analysis. Proceedings of the National Academy of Sciences. 10 (9): 398–405. Bibcode:1924PNAS...10..398H. doi:10.1073/pnas.10.9.398. PMID 16576846.
- Hogness, T. R. (1928). The Ionization Processes of Iodine Interpreted by the Mass-Spectrograph. Physical Review. 32 (5): 784–790. Bibcode:1928PhRv...32..784H. doi:10.1103/PhysRev.32.784.
- Hogness, T. R. (1928). The Ionization of Carbon Monoxide by Controlled Electron Impact, Interpreted by the Mass Spectrograph. Physical Review. 32 (6): 936–941. Bibcode:1928PhRv...32..936H. doi:10.1103/PhysRev.32.936.
- Hogness, T. R. (1928). The Ionization Processes in Methane Interpreted by the Mass Spectrograph. Physical Review. 32 (6): 942–945. Bibcode:1928PhRv...32..942H. doi:10.1103/PhysRev.32.942.
- Hogness, T. R. (1932). A Search for Evidence of the Radioactive Decomposition of Barium. Proceedings of the National Academy of Sciences. 18 (8): 528–531. Bibcode:1932PNAS...18..528H. doi:10.1073/pnas.18.8.528. PMID 16577465.
- T'sai, Sin Sheng (1932). The Diffusion of Gases through Fused Quartz. The Journal of Physical Chemistry. 36 (10): 2595–2600. doi:10.1021/j150340a007.
- Johnson, Warren C. (1934). The Preparation of Hydrogen Compounds of Silicon. Journal of the American Chemical Society. 56 (5). doi:10.1021/ja01320a509.
- Hogness, T. R. (1936). The Thermal Decomposition of Silane. Journal of the American Chemical Society. 58: 108–112. doi:10.1021/ja01292a036.
- Hogness, T. R. (1937). Photoelectric Spectrophotometry. An Apparatus for the Ultra-violet and Visible Spectral Regions: Its Construction, Calibration, and Application to Chemical Problems. The Journal of Physical Chemistry. 41 (3): 379–415. doi:10.1021/j150381a005.
- Hogness, T. R. (1941). Spectrometric Studies in Relation to Biology. Annual Review of Biochemistry. 10: 509–530. doi:10.1146/annurev.bi.10.070141.002453.

### Книги
- Hogness, T. R. Qualitative analysis and chemical equilibrium. — New York : H. Holt, 1937. (5th edition, 1966)
- Hogness, T. R. Elementary principles of qualitative analysis / Hogness, T. R., Johnson, Warren C.. — New York : H. Holt, 1938.
- Hogness, T.R. Ionic equilibrium as applied to qualitative analysis / Hogness, T.R., Johnson, Warren C.. — New York : H. Holt, 1941. (3rd edition, 1954)
- Hogness, T. R. An introduction to qualitative analysis / Hogness, T. R., Johnson, Warren C.. — New York : H. Holt, 1957.